# Spoorlijn Brösarp - Gärsnäs
De spoorlijn Brösarp - Gärsnäs is een Zweedse spoorlijn van de museumspoorwegmaatschappij Skånska Järnvägar (afgekort: SkJ) gelegen in de provincie Skåne.

## Geschiedenis

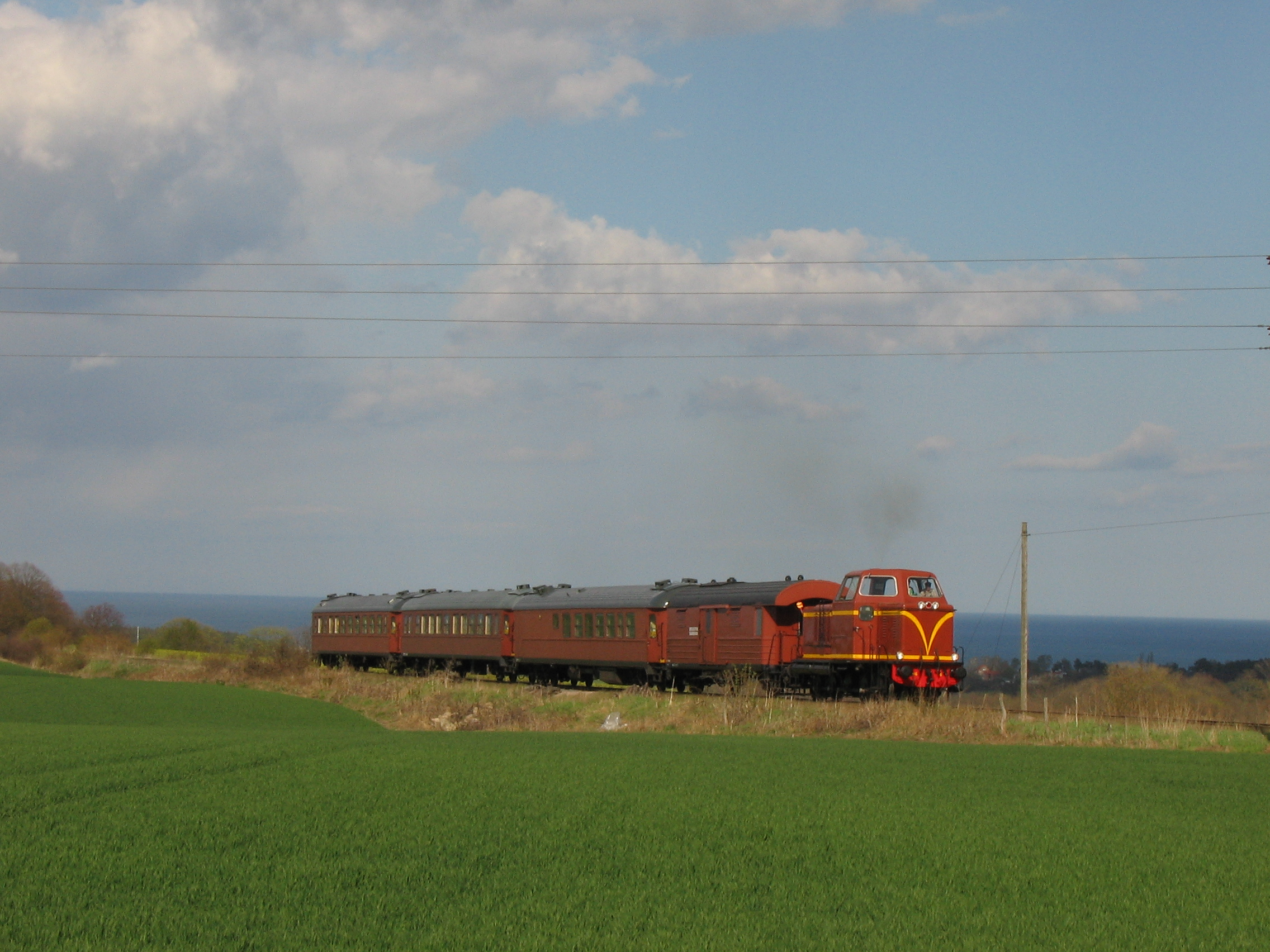
Skånska Järnvägar in 2005 tussen Vitaby en Ravlundabro

De Skånska Järnvägar werd rond 1971 opgericht en bezit misschien wel het mooiste trajectdeel tussen Brösarp en St. Olof. Ze werken aan de wederopbouw van het traject.
Tijdens de zomermaanden en in december wordt er volgens een dienstregeling gereden.

## Museumspoorlijn
De Skånska Järnvägar is een museumspoorlijn die opereert op het traject tussen Brösarp en St. Olof. Het traject was onderdeel van de Ystad - Brösarps Järnväg (YBJ) en heeft een lengte van 13 km.
Daarnaast gebruikt de SKJ het traject tussen St. Olof en Gärsnäs. Het traject was onderdeel van de Ystad - Gärsnäs - St. Olofs Järnväg (YGStOJ) en heeft een lengte van eveneens 13 km.
Het traject tussen St. Olof en Brösarp van de Ystad - Brösarps Järnväg (YBJ) wordt sinds 18 juli 1971 door de Museumspoorlijn Skånska Järnvägar geëxploiteerd.
Het traject tussen Gärsnäs en St. Olof werd in de jaren 1970 - 1990 gebruikt door de Skånska Järnvägar daarna werd het traject nog tussen St. Olof en Gyllebosjö gebruikt. Het traject tussen Gyllebosjö en Gärsnäs wordt gebruikt als verbinding met het openbaar net.

## Materiaal
| Nr.       | Jaar van fabricage | Jaar van aanschaf |
| --------- | ------------------ | ----------------- |
| SJ T2 66  | 1954               | 2003              |
| SJ T21 74 | 1956               | 2003              |

| Nr.        | Jaar van fabricage | Jaar van aanschaf | Asvolgorde |
| ---------- | ------------------ | ----------------- | ---------- |
| MLJ 3      | 1907               | 1970              | C          |
| SJ J 1393  | 1918               | 1971              | 1C2        |
| SJ S6 1617 | 1918               | 1971              | 1C1        |
| SJ S1 1914 | 1952               | 1974              | 1C2        |
| SJ S 1280  | 1916               | 1989              | 1C1        |
| SJ E2 979  | 1909               | 1995              | 1D         |
| SJ E2 1183 | 1917               | 2006              | 1D         |

## Bron
- Historiskt om Svenska Järnvägar
- Jarnvag.net